# Nekrophilie

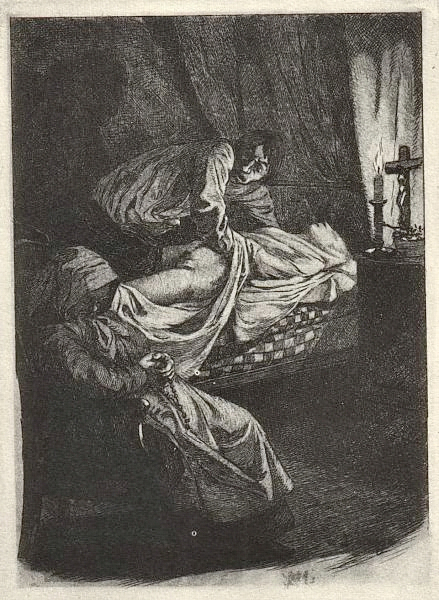
Martin van Maële, Darstellung der Nekrophilie aus dem Werk
La Grande Danse Macabre des Vifs (1905, dt. „Der große Totentanz der Lebenden“)

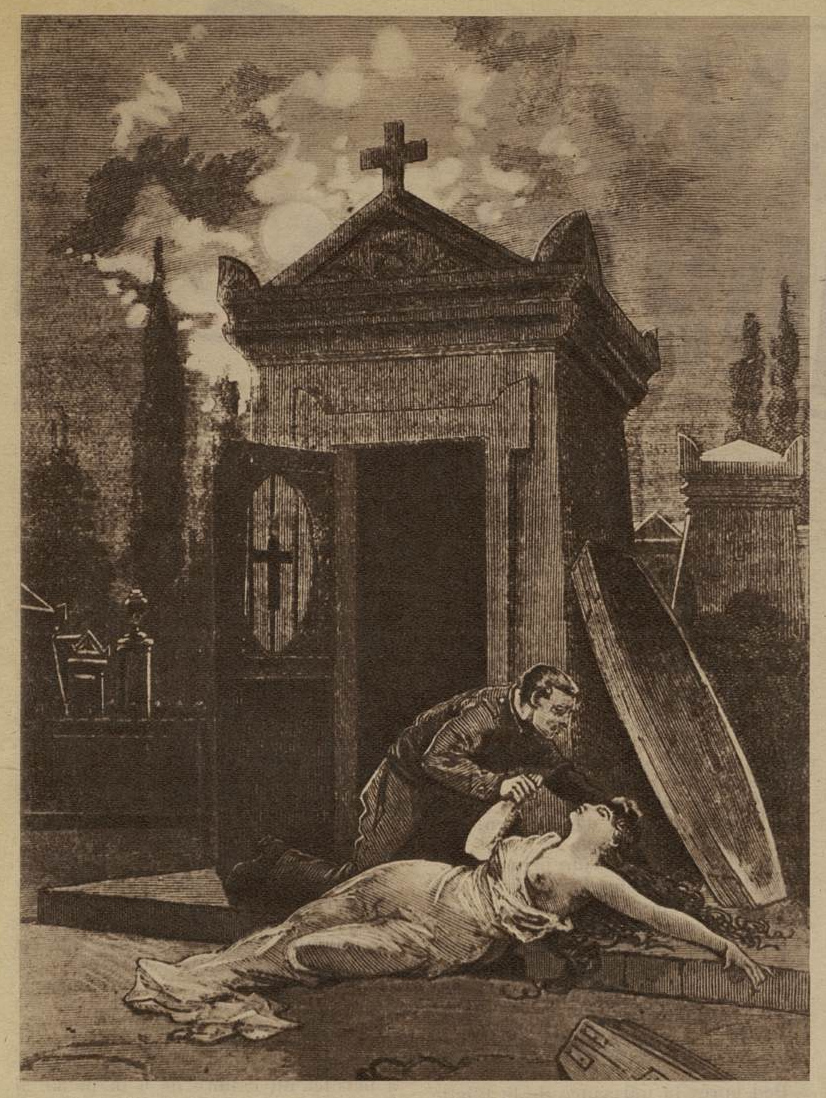
Darstellung von François Bertrand, Vampir von Montparnasse, 1841 wegen Nekrophilie verhaftet

Nekrophilie („Leichenliebe“) bezeichnet eine Paraphilie bzw. abweichende Sexualpräferenz, die auf sexuelle Befriedigung mit Hilfe von Leichen gerichtet ist. Nekrophile Handlungen an menschlichen Leichen werden (gemäß § 168 StGB) als Störung der Totenruhe (Leichenschändung) bestraft.
Es werden folgende Formen von Nekrophilie unterschieden:
- seltenes psychologisches Störungsbild, Paraphilie, bei der Betroffene den Wunsch haben, sexuelle Handlungen an toten Körpern von Menschen und/oder Tieren durchzuführen
- eine allgemeine Vorliebe für totes Material und Gegenstände, die mit Toten oder Vergangenem in Zusammenhang stehen (zum Teil auch als Thanatophilie bezeichnet).[2]

Für die Weltgesundheitsorganisation zählt Nekrophilie zu den Störungsbildern, bei denen betroffene Personen unter abweichenden sexuellen Impulsen leiden, die unter dem Oberbegriff Paraphilien zusammengefasst werden.
Als Psychische Störungen und/oder Verhaltensstörungen werden gemäß ICD-11 (Kodierung 6D3Z) nur noch die Paraphilien betrachtet, bei denen Betroffene sich und/oder andere in Gefahr bringen, verletzen oder töten.
Im Alten Ägypten soll es gemäß einer Vorschrift verboten gewesen sein, die Leichen junger und gutaussehender Frauen vor dem Beginn der Verwesung an die Einbalsamierer auszuliefern, um damit einem geschlechtlichen Missbrauch weiblicher Leichen vorzubeugen.
Nekrophilie ist ein neuzeitliches Kunstwort, das sich aus den altgriechischen Wörtern νεκρός nekrós ‚Toter‘, ‚Leiche‘ und φιλία philía ‚Zuneigung‘ ableitet. Der Begründer der Sexualphatologie, Richard von Krafft-Ebing, verwendete den Begriff in seiner Psychopathia Sexualis (1886).
Nekrophile Verhaltensweisen treten nicht nur bei Menschen, sondern auch bei einigen Tierarten auf und wurden bereits bei Vögeln, Kröten, Echsen und Insekten nachgewiesen.
Davon zu trennen ist Erich Fromms Beschreibung von Nekrophilie als einer Charakterorientierung aus seinem anthropologischen und sozialpsychologischen Werk über Ursachen menschlicher Gewalttätigkeit Anatomie der menschlichen Destruktivität von 1973.

## Diagnostik und Therapie
Das medizinische Wörterbuch Pschyrembel gibt an, dass Nekrophilie sehr selten und die meisten Betroffenen Männer seien. Eine Behandlung sollte bei subjektivem Leidensdruck und/oder Gefährdung anderer erfolgen.

### Diagnostik: Wer gilt als nekrophil?
Sogenannte paraphile Störungen wurden bis einschließlich ICD-10 als Störungen der Sexualpräferenz bezeichnet und schlossen bis vor Kurzem auch Sexualpraktiken mit ein, bei denen niemand zu Schaden kam.
Die Voraussetzungen für die Diagnose nach ICD-11 (Klassifikation 6D36) ist das Auftreten atypischer sexueller Erregungsmuster, die mindestens eines der folgenden Merkmale erfüllen:
1. Leidensdruck, der bei der betroffenen Person durch die Art des atypischen Erregungsmusters ausgelöst wird, vorausgesetzt der Leidensdruck entsteht nicht durch die Befürchtung vor Zurückweisung oder Verurteilung der bevorzugten Praktiken durch andere Personen.
2. Wenn das paraphile Verhalten durch Ausübung entweder die betroffene Person oder seine/ihre Partner ernsthaft in Gefahr bringt, körperlich Schaden zu nehmen oder sogar zu sterben (wie z. B. bei unsachgemäß durchgeführter Atemkontrolle).[6]

Darüber hinaus ist es entscheidend, ob Betroffene den Drang als schwer kontrollierbar empfinden und unter Umständen als persönlichkeitsfremd erleben. Wie bei einer Zwangsstörung kann es zu (aggressiven) Zwangsgedanken und Zwangshandlungen kommen, was den Leidensdruck zusätzlich erhöht. Außerdem sollte festgestellt werden, ob das Verhalten zu Beeinträchtigungen im sozialen Umfeld mit Einschränkungen im Arbeits- und Lebensalltag führt.

### Klassifikation
Der forensische Psychiater Anil Aggrawal hat sich mit der Klassifikation und internen Unterteilung verschiedener Paraphilien befasst und 2009 folgende Unterteilung für Nekrophilie vorgestellt, wobei die Intensität der eigentlichen Störung und der damit einhergehenden Einschränkungen für Betroffene von Stufe I bis Stufe X zunimmt.
| Kategorie      | Bezeichnung                 | Merkmale |
| -------------- | --------------------------- | --- |
| Kategorie I    | Rollenspieler               | Erreichen sexueller Befriedigung durch sexuelle Aktivitäten mit Partnerinnen oder Partnern, die bereit sind, Vergewaltigung, Lustmord, Vampirismus und Nekrophilie als sexuelles Rollenspiel zu inszenieren und bereit sind, so zu tun, als seien sie tot. Wird zum Teil auch von Profis angeboten. (nicht strafbar)                                                                                    |
| Kategorie II   | romantische Nekrophile      | Hinterbliebene, die großes Interesse daran haben, dem/der Verstorbenen nahe zu sein, indem sie einen Körperteil wie eine Reliquie aufbewahren. An Körpern oder Körperteilen anderer Verstorbener besteht kein Interesse. Bei Störung der Totenruhe ist (in Deutschland) bereits der Versuch strafbar.                                                                                                   |
| Kategorie III  | nekrophile Fantasierer      | Hingabe an Fantasien, in denen es zu sexuellen Handlungen mit Leichen kommt, ohne jedoch selbst direkten Kontakt zu Leichen herzustellen. Werden durch den Anblick von Leichen erregt und masturbieren ggf. in Anwesenheit einer Leiche. |
| Kategorie IV   | taktile Nekrophile          | Das Berühren und Streicheln von Leichen wird (ohne Geschlechtsverkehr durchzuführen) als erregend empfunden und oft von Masturbation begleitet. Der Wunsch Leichen zu lecken, zu berühren oder zu zerlegen wird oft vom Ausüben eines Berufs begleitet, in dem es möglich ist, mit einer Leiche allein zu sein.                                                                                         |
| Kategorie V    | fetischistische Nekrophile  | Ein bzw. mehrere Körperteile einer Leiche werden abgetrennt und mitgenommen, um der Person danach als sexueller Fetisch zu dienen, wobei kein Geschlechtsverkehr stattfindet. Besonders beliebt sind Haare, Finger oder Hände, wobei (anders als bei Kat. II) vorher keine persönliche Bindung zum Opfer bestand.                                                                                       |
| Kategorie VI   | Nekro-Verstümmeler          | Die sexuelle Erregung wird durch das Verstümmeln, Zerlegen und Zerteilen menschlicher Leichen erreicht. Möglicherweise wird ein Stück des Opfers verzehrt, in allen folgenden Kategorien kann es ebenfalls zu Nekrophagie kommen. |
| Kategorie VII  | opportunistische Nekrophile | Die Gelegenheit, sexuelle Befriedigung mit Leichen zu erleben, wird ausgenutzt, wenn sie sich bietet, und aktiv angestrebt (Berufsprofil incl.). Ohne entsprechende Gelegenheit reichen Betroffenen sexuelle Aktivitäten mit Lebenden aus, und sie planen ihre Taten nicht akribisch vorab. |
| Kategorie VIII | reguläre Nekrophile         | Menschen, die sexuelle Aktivitäten mit Toten bevorzugen, jedoch auch Sex mit Lebenden haben (können), diesen aber nicht als befriedigend empfinden. Nekrophile dieser Kategorie verschaffen sich Zugang zu Beerdigungsinstituten, Krematorien und Friedhöfen, um an Leichen zu gelangen. |
| Kategorie IX   | tödliche Nekrophile         | Dieser gefährlichsten Kategorie gehören nekrophile Sadisten, Triebtäter bzw. Lustmörder an. Sie fantasieren oft schon viele Jahre im Vorfeld von einem Mord mit anschließender Nekrophilie und sind bereit zu morden, um durch die Leiche sexuelle Befriedigung zu finden. Viele Täter bevorzugen dabei frische/noch warme Leichen. Diese Personen planen akribisch und sind daher zu Mordserien fähig. |
| Kategorie X    | exklusive Nekrophile        | Menschen, die ausschließlich an sexuellen Aktivitäten mit Leichen interessiert sind und sich von lebenden Partnern überhaupt nicht sexuell angezogen fühlen. Anders als bei Kategorie neun leben diese Menschen mitunter, ohne jemals einen Menschen zu töten oder mit einer Leiche intim zu werden. |

Fachlich wurde die Klassifikation der Kategorie neun bemängelt, da diese davon ausgeht, jeder Mörder, der sich zusätzlich an der Leiche vergeht, habe aus diesem Grund gemordet. Tatsächlich ist ein Teil der sexuell motivierten (Mehrfach-)Täter lediglich von dem sadistischen Wunsch angetrieben, das Opfer zusätzlich zu erniedrigen. Auch die Vermutung, Täter dieser Kategorie würden sich Sexualpartner wünschen, die sie nicht ablehnen können, wurde entkräftet, da zahlreiche Sexualmörder (zum Zeitpunkt der Tat) verheiratet oder in einer festen Beziehung waren. Darüber hinaus verging sich ein Teil der Täter sowohl vor als auch nach dem Mord an dem Opfer.
In einer vergleichenden Studie zu den Motivationen von Serienmördern, die ihre Taten im Zusammenhang mit Nekrophilie verübt hatten, konnte festgestellt werden, dass ein zusätzlicher Antrieb vieler Mörder der Verzehr des Fleisches ihrer Opfer im Sinne von Nekrophagie (sexuell motiviertem Kannibalismus) ist. Bei 80 Prozent der untersuchten nekrophilen Täter waren außerdem das Ausüben von Macht und Kontrolle über das Opfer sehr wichtig. Viele der Täter wiesen gleich mehrere Paraphilien auf, überdurchschnittlich oft krankhaften Sadismus, Voyeurismus, Exhibitionismus und/oder übersteigerten Fetischismus (wie beim sogenannten „Shoe Fetish Slayer“). Dabei treten gemeinsam mit Paraphilien auch Zwangspektrumstörungen überdurchschnittlich häufig auf.

### Therapeutische Möglichkeiten
Die Behandlung von Nekrophilen erfolgt durch Psychotherapie und/oder medikamentös mit libidohemmenden Wirkstoffen. Durch Verhaltenstherapie sollen Betroffene Strategien zur Selbstkontrolle entwickeln.
Um eine Reduktion der Libido zu erreichen, können entweder Serotonin-Wiederaufnahmehemmer, die in erster Linie als Antidepressiva zum Einsatz kommen, verwendet werden, oder Medikamente, die den Testorteronspiegel senken wie Cyproteron oder einen Wirkstoff aus der Gruppe der Antiandrogene. Die Prognose ist eher ungünstig und die Störung nur schwer therapierbar.
Viele Psychiater vertreten die Ansicht, eine Paraphilie könne man nicht heilen, sie könne lediglich kontrolliert werden – allerdings nur, wenn der Betroffene selbst dieses Ziel hat.

## Ursprung und Akzeptanz von Paraphilien
Es gibt eine Reihe von Paraphilien, die im neuen ICD-11 nicht mehr als krankhaft eingestuft werden. Hierzu zählen im Bereich der sexuellen Neigungen unter anderem Fetischismus und BDSM.

### Mögliche Ursprünge
Sexualwissenschaftler gehen davon aus, dass sich paraphile Neigungen spätestens in der Pubertät verfestigen und danach nicht mehr veränderbar sind. Diese Präferenzen hat sich also keiner ausgesucht und es gibt weder direkte Auslöser noch Vorerfahrungen, die direkt zur Ausbildung einer derartigen Vorliebe führen. Oft ist das Anknüpfen von zwischenmenschlichen Beziehungen für Betroffene erschwert, da viele einen hohen Leidensdruck und ein geringes Selbstwertgefühl mit sich bringen.
Der Hirnforscher und Biologe Gerhard Roth hat festgestellt, dass man bei allen Gewalttätern Hinweise auf frühe Hirnschädigungen finden könne. Dabei führen auch Traumatisierungen wie sexueller Missbrauch, schwere Erniedrigungen, Vernachlässigungen, körperliche Gewalt zu deutlichen Schädigungen in wichtigen Teilen unseres Gehirns. Neben derartigen Schädigungen sind bei Schwerverbrechern zudem besondere genetische Vorbelastungen nachweisbar. Roth stellt in diesem Zusammenhang fest, dass es zwar kein Schwerverbrecher-Gen gäbe, aber genetische Veränderungen, die Personen für eine Traumatisierung empfänglicher machen. Sein Fazit läuft darauf hinaus, dass die Täter aus rein klinisch-neurobiologischer Sicht an der Störung, die ihre Straffälligkeit ausgelöst hat, nichts ändern können.
Gewalttäter mit auffälligen Veränderungen im Gehirn waren häufiger schon früh verhaltensauffällig und wiesen häufiger Paraphilien auf als Mörder ohne hirnorganische Veränderungen. Den Nachweis erbrachte eine Untersuchung von 166 Mördern, von denen 50 nachweisbare Veränderungen des Gehirns aufwiesen.

### Fehlende Therapiemöglichkeiten für Nicht-Straffällige
Anders als im Fall des verwandten Störungbildes Pädophilie gibt es für Nekrophile keine kostenlosen und durch die Schweigepflicht geschützten Behandlungsangebote. Dennoch zielt die therapeutische Hilfe bei beiden Gruppen gleichermaßen darauf ab, die Störung zu akzeptieren und in das eigene Selbstbild zu integrieren. Verhaltenstherapeutisch besteht das Ziel der Behandlung darin, keine strafbaren Handlungen (mehr) auszuüben und/oder keine Mitmenschen in Gefahr zu bringen.

### Sicherungsverwahrung für straffällige Nekrophile
Der Rechtswissenschaftler Franz von Liszt sprach sich bereits 1882 für eine „Einsperrung auf unbestimmte Zeit“ aus. Mit der Begründung, dass „die Rückfälligen die Mehrheit der Verbrecher und die Unverbesserlichen die Mehrheit der Rückfälligen ausmachen“ setzte er sich für präventive Maßnahmen im Strafvollzug ein, um die Gesellschaft vor den
„Unverbesserlichen“ zu schützen.
Der Psychiater Michael Osterheider vertritt die Ansicht, wer einmal aus einer sexuellen Motivation heraus gemordet hat, trage diese Fähigkeit für immer in sich. In einem Interview gab er 2011 an, etwa zwei Drittel der (damals) 500 männlichen Schwerverbrecher in Sicherungsverwahrung seien nicht therapierbar. Dies gilt insbesondere für Täter, die wegen schwerer Sexualverbrechen bis hin „zu sexuell motivierten Tötungen“, Gewaltstraftaten mit schwerster Körperverletzung, Totschlags und Mordes verurteilt wurden.

## Gefährliche und ungefährliche Ausprägung der nekrophilen Neigung
Psychiater und Psychologen sind sehr daran interessiert, Menschen mit potenziell problematischen Neigungen in einer Weise zu beurteilen, die es ihnen ermöglicht festzustellen, ob jemand eine Gefahr für die Allgemeinheit darstellt. Insbesondere bei Triebtätern, die als sexuelle Sadisten diagnostiziert werden, ist es, wie Diplom-Psychologin
Lydia Benecke erklärt, notwendig, zwischen gefährlichen und ungefährlichen Ausprägungen ein und derselben Disposition zu unterscheiden. Ebenso wie es Pädophile gibt, die sich nie aktiv an Minderjährigen vergreifen, gibt es auch Nekrophile, die ihre Neigung entweder nur in der Fantasie ausleben, oder durch die Nutzung entsprechender Medien bzw. Rollenspielen auf freiwilliger Basis mit einer Partnerin bzw. einem Partner. Die Mehrzahl von Menschen, die Gewaltpornografie sexuell erregend finden, begehen keine entsprechenden Straftaten, da ihnen der Unterschied zwischen Fantasie und Wirklichkeit bewusst ist.

## Nekrophilie in den Medien

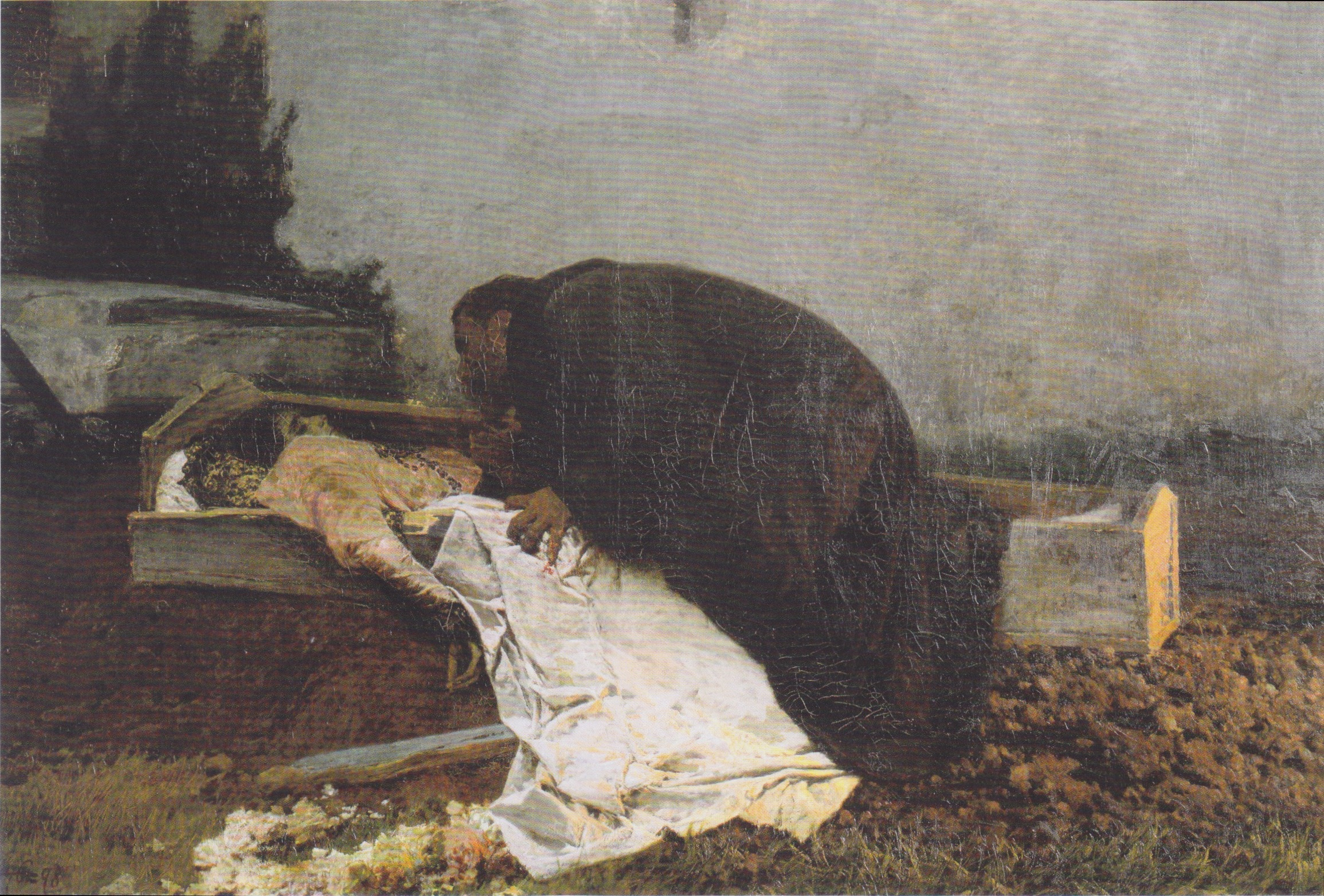
Pietro Pajetta: Der Hass (1896)

Nekrophilie ist ein Thema mit hoher Medienpräsenz. Während viele Bücher den nekrophilen Serienmörder zum Thema haben, wurde der Stoff in Filmen sowohl ernst als auch mit schwarzem Humor oder komödiantisch verarbeitet.
Filme, die auf Literaturvorlagen beruhen, werden direkt mit bei der Literatur genannt und nicht noch einmal separat aufgeführt.
Unter anderem schrieben folgende Autoren in ihren Werken über Nekrophile und/oder Nekrophilie: Charles Dickens, Guy de Maupassant, Joris-Karl Huysmans, Angela Carter, Colin Wilson, Cormac McCarthy, James Graham Ballard sowie den Marquis de Sade, Oscar Wilde
und Edgar Allan Poe.

### Nekrophilie in der Literatur
- Das russische Volksmärchen Die Leichenbraut, vermutlich aus dem 16. Jahrhundert, bildete die Vorlage für den Stop-Motion-Film Corpse Bride – Hochzeit mit einer Leiche, der 2005 erschien. Die Regisseure Tim Burton und Mike Johnson ernteten einerseits viele positive Kritiken, ein Teil der Kritiker war jedoch der Ansicht, der Stoff sei zu makaber, um einen Kinderfilm daraus zu machen.
- In H. P. Lovecrafts Erzählung Die geliebten Toten (1924) wird ein Bestatter zum Serienmörder, um seiner unstillbaren Nekrophilie zu frönen.[15]
- Thomas Harris begann 1981 (mit Roter Drache) mit der Veröffentlichung der Hannibal-Lecter-Quatrilogie, in deren Mittelpunkt ein kannibalistischer Serienmörder steht, der einen nekrophilen Körperkult um die Haut seiner Opfer betreibt. Der letzte Teil, Hannibal Rising, wurde 2006 veröffentlicht. Der Thriller Das Schweigen der Lämmer erschien 1988 und wurde drei Jahre später sehr erfolgreich als Das Schweigen der Lämmer verfilmt.
- Der Thriller Der Vogelmann von Mo Hayder (1999) erzählt die Geschichte eines Nekrophilen, der Prostituierte zu sich einlädt und sie tötet, um sich dann an ihnen zu befriedigen.
- Der True Crime Thriller The Riverman: Ted Bundy and I Hunt for the Green River Killer von Robert D. Keppel und William J. Birnes (2004) erzählt die wahre Geschichte des nekrophilen Serienmörders Gary Ridgway und wurde bereits im Jahr seiner Erscheinung von Regisseur Bill Eagles verfilmt; The Riverman.

### Filme, die Nekrophilie zum Thema haben
- Eine bekannte filmische Umsetzung der Nekrophilie-Thematik ist Alfred Hitchcocks Vertigo – Aus dem Reich der Toten (1958), wenn auch den Konventionen der Zeit und Hitchcocks komplexem Regiestil gemäß allenfalls kunstvoll verschlüsselte Hinweise und Andeutungen darauf erfolgen.
- In dem französischen Spielfilm Belle de Jour – Schöne des Tages mit Schauspielerin Catherine Deneuve des Regisseurs Luis Buñuel von 1967 tritt ein vornehmer wohlhabender Gentleman auf, der eine blonde Prostituierte dafür bezahlt, sich für ihn in seiner Villa in einen Sarg zu legen und tot zu stellen, während er sie anschmachtet.
- Eine weitere cineastische Annäherung an die Liebe zu Toten bis hin zur Besessenheit ist François Truffauts La chambre verte (Das grüne Zimmer) von 1978. Das Werk ist reich an interfilmischen Anspielungen, u. a. auf Vertigo.
- Nekromantik (1987) und Nekromantik 2 (1991) des deutschen Underground-Regisseurs Jörg Buttgereit thematisieren auch die enge Verbindung von Nekrophilie und Soziophobie. Das Werk wurde von Roman Polanskis Ekel (1965) sowie Eraserhead (1977) von David Lynch inspiriert.[14]
- In der schwarzen Komödie Immer Ärger mit Bernie von 1989 geben seine Freunde Giftmordopfer Bernie als lebendig aus, um eine Bilanzprüfung zu vermeiden. Als Toter erlebt Bernie sogar noch einen One-Night-Stand.
- Kissed (1996) von Lynne Stopkewich ist ein erotischer Thriller, der möglicherweise die Geschichte von Karen Greenlee als Inspiration genutzt hat.
- Der kontrovers diskutierte japanische Spielfilm Visitor Q von Regisseur Takashi Miike ist eine schwarze Komödie, in der eine der Hauptpersonen Geschlechtsverkehr mit einer zuvor im Affekt erwürgten Arbeitskollegin hat.[16]

Darüber hinaus haben folgende US-Fernsehserien das Thema bereits aufgegriffen:
True Blood, Family Guy (Staffel 2, Episode 6 „Death is a bitch“) und Two and a Half Men.

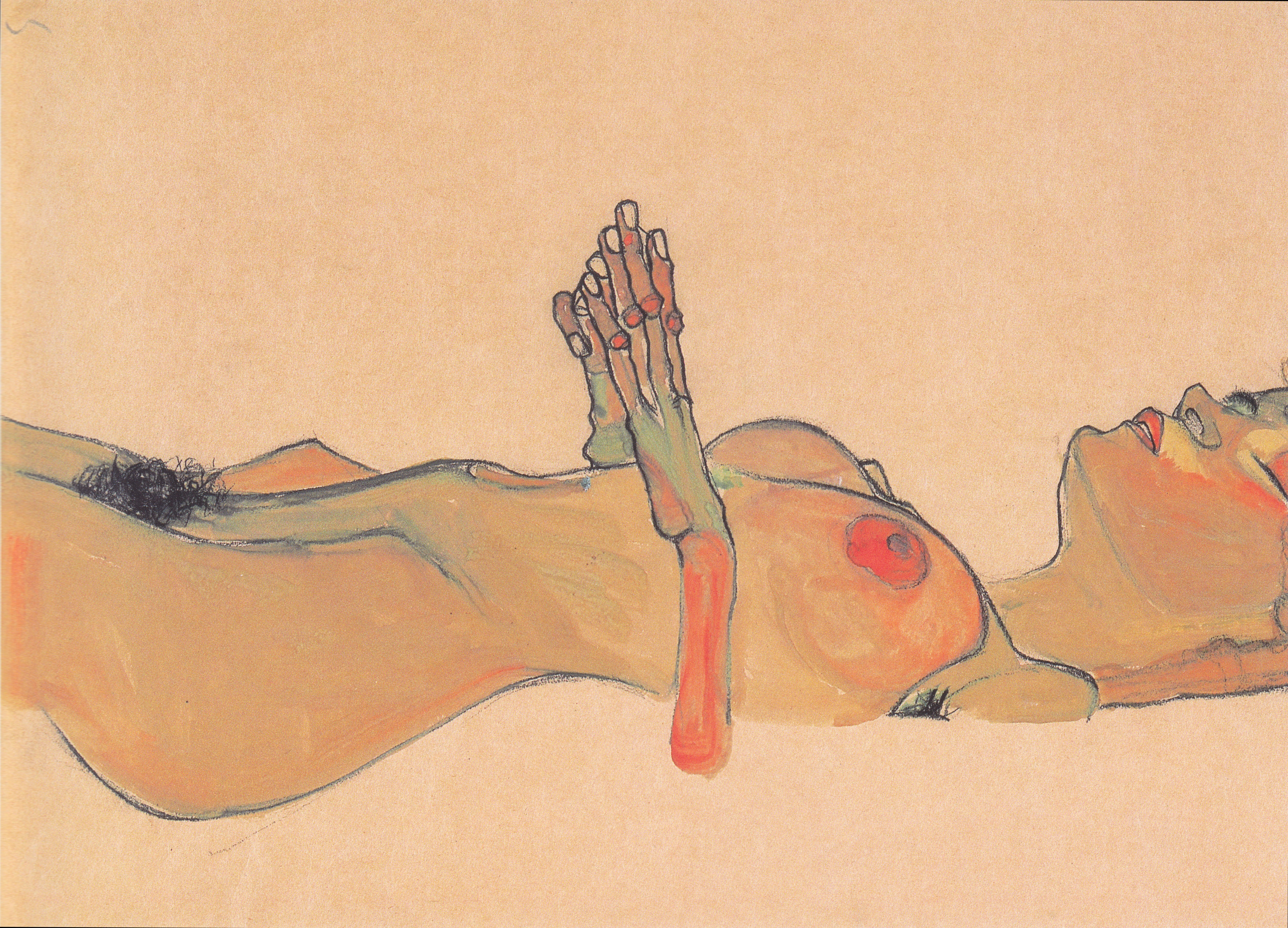
Auch Künstler wie Egon Schiele haben sich dem Thema genähert
Totes Mädchen, 1910

### Nekrophilie in Songtexten
- Rammstein: Heirate mich auf Herzeleid (1995)[17]
- Böhse Onkelz: Nekrophil auf Es ist soweit (1990)[18]
- Subway to Sally: Schwarze Seide über Carl von Cosel auf Mitgift – Mördergeschichten (2014)
- Die Dark-Metal-Band Eisregen: Blass-Blaue Lippen und Meine tote russische Freundin
- Alice Cooper: I Love the Dead[19]
- Slayer: Necrophiliac auf Hell Awaits (1985)[20]
- Insane Clown Posse: Cemetery Girl
- Avanged Sevenfold A Little Piece of Heaven (2007)[21]
- Doyle Wolfgang von Frankenstein: Dreaming Dead Girls und Cemetery Sexxx (2013)
- Nachtblut „Kalt wie ein Grab“ auf Chimonas

## Nekrophile Täter (Auswahl)
- Sergeant François Bertrand (1823–1878), F, bekannt als Vampir von Montparnasse, 1841 für Nekrophilie verhaftet und inhaftiert
- H. H. Holmes (1861–1896), USA, sadistischer, nekrophiler Serienmörder, 27 gestandene Morde, Todesstrafe durch Erhängung
- Carl Großmann (1863–1922), D, Serienmörder, mind. 23 Mordopfer, verübte nach seiner Verhaftung Suizid
- Carl von Cosel (1877–1952), D/USA, Radiologe und bekannter Nekrophiler, Freispruch aufgrund von Verjährung
- Fritz Haarmann (1879–1925), D, auch als Der Vampir, Der Schlächter, Der Kannibale und Der Werwolf von Hannover bekannt, erhielt die Todesstrafe
- Ed Gein (1906–1984), USA, Mörder, Grab- und Leichenschänder aus Wisconsin, 1968 verurteilt
- Dennis Nilsen (1945–2018), GB, 1983 wegen 6-fachen Mordes und 2-fachen Mordversuches
- Gary Ridgway (* 1949), USA, der Green River Killer, 2003 für 49 Morde an Teenagern ab 1982 zu lebenslanger Haft verurteilt
- Jeffrey Dahmer (1960–1994), USA, Serienmörder und Nekrophiler, 16 nachgewiesene Todesopfer, 1992 zu 900 Jahren Gefängnis verurteilt, von einem Mithäftling erschlagen
- Frank Gust (* 1969), D, bekannt als Rhein-Ruhr-Ripper, 2000 wegen vierfachen Mordes verurteilt

## Nekrophilie nach Erich Fromm

### Begriff und Herkunft
In der analytischen Sozialpsychologie von Erich Fromm ist unter Nekrophilie eine Charakterorientierung zu verstehen, die in Verkehrung der biophilen Kräfte des Menschen (Biophilie) im modernen Sozialcharakter eine zunehmende Tendenz zur Zerstörung zeigt. Nekrophilie und Destruktivität sind nach Fromm die „Folge ungelebten Lebens“. Fromm wendet diesen Begriff sowohl auf die Charaktere einzelner Personen als auch auf Züge der westlichen Zivilisation an.
Ähnliche Themen sind der autoritäre Charakter bzw. die autoritäre Persönlichkeit.
Fromm übernahm den Begriff von dem spanischen Philosophen Miguel de Unamuno, welcher 1936 (zur Zeit des Spanischen Bürgerkrieges) Rektor der Universität von Salamanca war. Dort hielt der nationalistische General Millán Astray am 12. Oktober 1936 eine Rede. Das Lieblingsmotto des Generals war „¡Viva la Muerte!“ (deutsch: „Es lebe der Tod!“). Von einem Anhänger Astrays wurde dieses Motto im Rahmen der Veranstaltung gerufen. Unamano bezeichnete dies daraufhin als „nekrophilen und sinnlosen Ruf“ und als abstoßendes Paradoxon. Astray sei nach Unamuno „ein Krüppel, dem die geistige Größe eines Cervantes fehlt“. Auch suche sich der General „gewöhnlich dadurch eine fragwürdige Erleichterung, dass er alles rings um sich her verstümmelt.“
Nach eigenen Angaben hat Fromm seine „theoretischen Auffassungen […] in der Hauptsache aus der Beobachtung von Personen in der Analyse“ und anderen empirischen Daten gewonnen. Jedoch sei der „entscheidende Impuls“ für seinen Nekrophiliebegriff „von Freuds Theorie des Lebens- und Todestriebes“ ausgegangen. Er habe das „Phänomen der charakterologischen Nekrophilie seit 1961 studiert“ und weise auf einen „vorläufigen Bericht“ in seiner Schrift The Heart of Man von 1964 hin.

### Definition
Die Nekrophilie im charakterologischen Sinne Fromms wird von ihm wie folgt definiert:

„[…] als das leidenschaftliche Angezogenwerden von allem, was tot, vermodert, verwest und krank ist; sie ist die Leidenschaft, das, was lebendig ist, in etwas Unlebendiges umzuwandeln; zu zerstören um der Zerstörung willen; das ausschließliche Interesse an allem, was rein mechanisch ist. Es ist die Leidenschaft, lebendige Zusammenhänge zu zerstückeln.“

Fromm unterscheidet zwischen zwei Formen der Nekrophilie: Eine, die mit Sexualität gemischt sei, und eine, bei der dies „anscheinend nicht“ zutreffe. Letzte äußere „sich in Handlungen reinen Zerstörungsdranges“. Bei beiden Arten bezieht er sich u. a. auf Fälle aus der Kriminologie.

### Merkmale
Die meisten Menschen hätten Fromm zufolge eine Mischung aus sowohl biophilen als auch nekrophilen Tendenzen in sich. Wenn die nekrophilen Leidenschaften vorherrschen, könne man nach Fromm von einem nekrophilen Charakter sprechen. Er warnt jedoch vor Vereinfachungen und voreiligen Schlüssen: „Die Feststellung von einem oder zwei Charakterzügen genügt nicht zur Diagnose eines nekrophilen Charakters.“

„Man braucht kaum zu betonen, daß schwer nekrophile Personen sehr gefährlich sind. Es sind die Hasser, die Rassisten, die Befürworter von Krieg, Blutvergießen und Destruktion. Sie sind nicht nur dann gefährlich, wenn sie politische Führer sind, sondern auch als die potentiellen Kohorten eines diktatorischen Führers. Aus ihnen rekrutieren sich die Henker, die Terroristen und Folterer; ohne sie könnte kein Terrorsystem errichtet werden.“

Auffällig an Menschen mit starken nekrophilen Tendenzen ist nach Fromm zum Beispiel eine Vorliebe für schlechte Gerüche – ursprünglich für den Geruch von verfaulendem oder verwesendem Fleisch. Die nekrophile Sprache benutzt vorwiegend Worte, die sich auf Zerstörung, Exkremente und Toiletten beziehen.
Außerdem zeige sich die Charakterorientierung an der „Überzeugung, daß sich Probleme und Konflikte nur mit Gewalt und Gewalttätigkeit lösen lassen.“ Gleichsam zählten das Zufügen von Verletzungen und Sachbeschädigung dazu. Auch „marginale Verhaltensweisen“ wie die Angewohnheit, Gegenstände und Lebewesen zu „zerbrechen und zu zerpflücken“ weisen gemäß Fromm auf nekrophile Tendenzen hin. Auch am „auffälligen Interesse an Krankheit in allen ihren Formen und am Tod“ zeige sich die Nekrophilie.
Der nekrophile Charakter habe eine eigene „Einstellung zur Vergangenheit und zum Besitz.“ Sein Leben werde von „Institutionen, Gesetzen, Eigentum und Besitztümern“ beherrscht.
Fromm nennt zudem „klinisch-methodologische Prinzipien“, mit denen man einen nekrophilen Charakter erkennen könne.

### Untersuchungen
In seinem Werk Anatomie der menschlichen Destruktivität lieferte Fromm eine Analyse der Nekrophilie und porträtierte Adolf Hitler als klinischen Fall von Nekrophilie.
Auf Grundlage ihrer Beobachtungen haben Fromm und Michael Maccoby einen interpretativen Fragebogen entwickelt und sind zu dem Ergebnis gekommen, dass biophile und nekrophile Tendenzen messbar seien und stark mit politischen und sozialen Einstellungen korrelierten.
So zeige sich ein dominant nekrophiler Charakter unter anderem anhand des Eintretens für „eine verstärkte Militärmacht“, strengere Kontrollen und „Unterdrückung von Abweichlern“.

## Nekrophilie bei Tieren

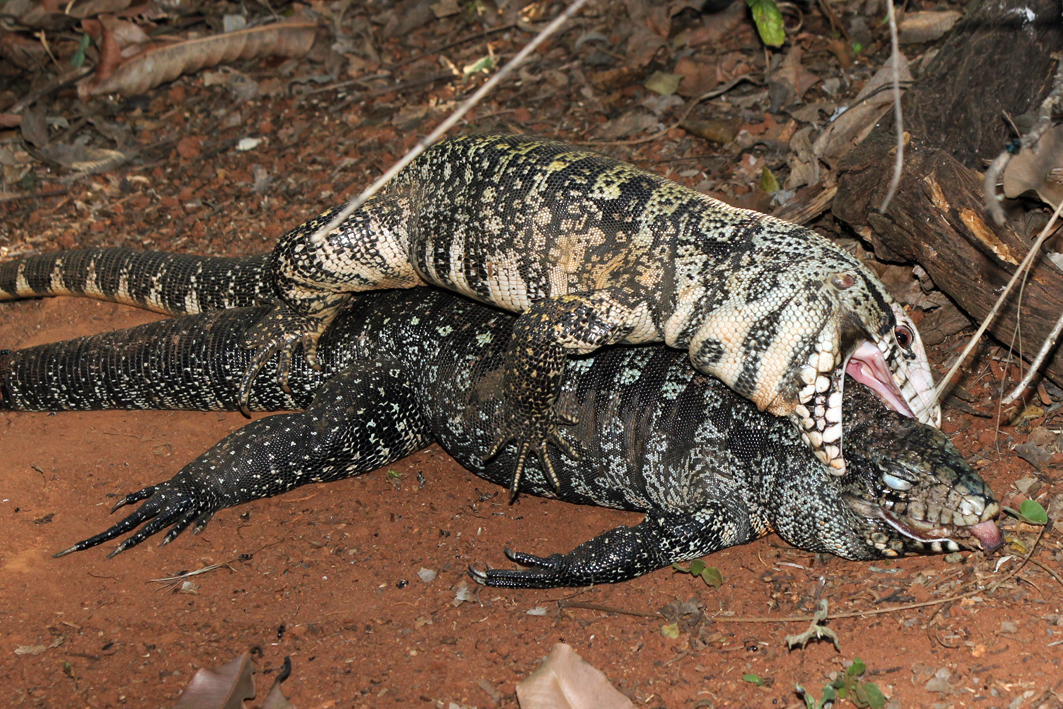
Ein männlicher Teju bemüht sich um ein bereits verstorbenes Weibchen

Nekrophiles Verhalten, einschließlich des versuchten und vollzogenen Geschlechtsaktes (mitunter auch gleichgeschlechtlich) wurde bei unterschiedlichen Tierarten nachgewiesen, darunter Vögel, Echsen, Froschlurche und Insekten. Die folgende Auswahl erhebt keinen Anspruch auf Vollständigkeit.
Vögel
- Adeliepinguin: Als der Polarforscher George Murray Levick bereits 1912 zum nekrophilen Verhalten der Pinguine beobachtete und aufzeichnete wurde erst 97 Jahre später veröffentlicht. Details wie die Versuche männlicher Jungvögel, sich mit toten Weibchen zu paaren, wurden damals als „verwerflich“ bewertet und von der Öffentlichkeit verborgen.[39][40]

- Rabenkrähen wurden bei ritualisierten Handlungen beobachtet, die mit toten Tieren vollzogen werden. Nekrophilie gehörte hier – ebenso wie das Zerreißen toter Artgenossen nur in Ausnahmefällen zu dem dokumentierten Verhalten.[41]

Froschlurche
- Schwarznarbenkröte (Duttaphrynus melanostictus)[42]
- Bei Kröten der Art Duttaphrynus himalayanus, aus der gleichen Gattung, wie die Schwarznarbenkröte, kann nekrophiles Verhalten der erfolgreichen Fortpflanzung dienen, wenn es den Männchen gelingt, zeitnah die Eier aus dem verstorbenen Weibchen zu quetschen und diese dann zu befruchten.[43]

Echsen
- Schwarzweißer Teju, der Zoologe Ivan Sazima, beobachtete (2013, in Brasilien), wie sich ein männliches Tier, an zwei aufeinander folgenden Tagen um die Paarung mit einem toten Weibchen bemüht und dabei typisches Balzverhalten zeigt (erster belegter Fall 2013, Brasilien)[44]

Insekten
Das erste Insekt, dem nekrophiles Verhalten nachgewiesen wurde, sind Singzikaden der Art Cryptotympana atrata